# Молокча
Мо́локча — река в Московской и Владимирской областях России, правая составляющая Шерны.
Длина — 77 км, площадь водосборного бассейна — 596 км². Берёт начало к востоку от станции Бужаниново Ярославского направления и Большого кольца Московской железной дороги, сливается с рекой Серой, образуя реку Шерну, в 2 км к западу от станции Бельково Большого кольца Московской железной дороги:244. Ширина в районе слияния — 10—15 м.
Протекает в глубокой долине на северных склонах Клинско-Дмитровской гряды в окружении старых сосновых, еловых и мелколиственных лесов. В пределах Московской области находится 16-километровый отрезок реки на территории Сергиево-Посадского городского округа, во Владимирской области река протекает в Александровском районе, устье находится на границе с Киржачским районом. По реке проходит часть границы между Московской и Владимирской областями:465.

Река равнинного типа, питание преимущественно снеговое. Замерзает обычно в середине ноября, вскрывается в середине апреля:7—8. Основные притоки — реки Пичкура, Вондига, а также более мелкие — Звенигородка, Каменка, ручей Грязевка.
По данным Государственного водного реестра России, относится к Окскому бассейновому округу. Речной бассейн — Ока, речной подбассейн — Ока ниже впадения Мокши, водохозяйственный участок — Клязьма от города Ногинска до города Орехово-Зуево.